# Бот: Ґуаякільський парадокс
«Бот: Ґуаякі́льський парадо́кс» — продовження першого українського технотрилера «Бот» українського письменника та мандрівника Максима Кідрука, видане в 2015 році.
Після подій, описаних у першій книзі, Тимур Коршак більше не може програмувати і намагається забути події, що трапилися з ним п'ять років тому. Він і не здогадується, що в еквадорському місті Гуаякіль розповсюджується епідемія, яка спричиняє напади жорстокості. І все це дуже схоже на те, з чим йому довелося зіткнутися в Атакамі. Величезна кількість людей потрапляє до психіатричної клініки, де вони малюють однакові фрактали та безупинно повторюють ім'я Тимур. На пошуки психоістоти до Еквадору вирушають колишній програміст Тимур Коршак, найманець Хедхантер та психіатр Лаура Дюпре.

## Сюжет
Еквадорські рибалки у 2015 році зауважують дивну поведінку риби — вона безладно плаває і під час шторму разом з іншими морськими мешканцями викидається на берег. Тварини й люди, що їли цю рибу, швидко стають украй агресивними. Вони нищать усе довкола, вбиваючи кожного, хто опиняється поруч, але скоро самі помирають. Декілька рибалок, спокусившись легким уловом, продають рибу в Ґуаякілі, попри підозри, що вона отруєна. Після цього в Ґуаякілі стається незвичайна епідемія — сотні людей божеволіють і вбивають чи калічать зустрічних. Цих хворих ув'язнюють у психлікарні, проте з'являються все нові божевільні. З часом вони помирають, промовляючи ім'я Тимур.
У цей час Тимур Коршак живе з дружиною Аліною в Києві. Він покинув програмування й підробляє системним адміністратором. Попри наполягання Аліни, Тимур відмовляється заводити дітей — його жахають спогади про «ботів», яких йому довелося зустріти шість років тому в Чилі. З новин він дізнається про надзвичайний стан у Еквадорі, але запевняє себе, що це не має зв'язку з тією пригодою.
Лаура Дюпре діє рішучіше, вона одразу розуміє, що не всі нанороботи, котрі керували «ботами», знищені. Тож Лаура зв'язується з Ріно «Хедхантером» Ґроббелааром, котрий на її подив став набожним дияконом у Південній Африці. Далі вона знаходить Тимура, проте він не вірить у повернення «ботів». Утім, в цей час починається військовий призов і в Тимура з'являється нагода його уникнути. Аліна спонукає його полетіти з Лаурою та Ріно в Еквадор, хоча вона не знає про останні тамтешні події.
Невдовзі по прильоту в Еквадор, Лауру, Ріно й Тимура схоплюють невідомі. Їхня керівниця Ліза Джин Торнтон виявляється співробітницею ФБР США. Вона розслідує епідемію в Ґуаякілі та цікавиться метою прибуття трійці. Спершу ті не розповідають правди, та коли Ліза повідомляє про симптоми, гості погоджуються вирушити з нею до психлікарні аби дослідити ситуацію. Тимур пересвідчується, що заражені, так само як і «боти», надзвичайно агресивні та малюють фрактали. До того ж деякі малюють лабораторію, знищені шість років тому в Чилі. Тимур припускає, що психоістота — колективний розум «ботів», шукає допомоги програміста, оскільки заражені нанороботами є дорослими. Через це їхні мозкові плати неповноцінні, вони не дозволяють психоістоті досить точно керувати людьми, та призводять до неминучої загибелі носія. Проте Тимур не може збагнути звідки взялося стільки нанороботів аби заразити сотні людей. Він перебирає з товаришами різні гіпотези і жодну вони не визнають прийнятною.
Незабаром після їхнього прибуття в психлікарню божевільні організовуються та вириваються на свободу. Лаурі, Ріно й Тимуру вдається втекти та сховатися на околицях Ґуаякіля. Заражені ж збираються в групу, що прямує кудись, уже нікого не вбиваючи. Тимур розуміє, що «боти» вирушили в Чилі на руїни лабораторії. Роздумуючи як їх випередити, команда рятує від бандитів колишнього мафіозі, карлика «Макаку» Джеймі. Той віддячує, давши їм скутери.
Вчотирьох вони перетинають кордон і дістаються до спустошеного раніше «ботам» містечка Сан-Педро. Воно шість років стоїть покинуте, тож група вирішує там заночувати. Та при огляді населеного пункту виявляються тривожні деталі: стіни будинків розмальовані фракталами, хтось викопав там колодязь, і до того ж видно недавні сліди ніг. Вночі Тимур випадково стикається з невідомим чоловіком, але з'ясувати хто це не вдається.
Зрештою команді вдається доїхати до руїн лабораторії. Вони оглядають її залишки і Тимур припускає, що автоматизована система з виробництва нанороботів, розташована глибоко під землею, вціліла. Джеймі спускають у підвал, але він виявляє, що там усе затоплено ґрунтовими водами. Група вирішує повертатись, але один зі скутерів ламається. Тож Лаура вирушає за допомогою, а Тимур, Ріно та Джеймі чекають у Сан-Педро.
Ріно зізнається, що в 2009 році бачив у новинах близнюків — імовірно вцілілих «ботів» з лабораторії. Але він вважав, що ті, якщо й вижили, то досі загинули, тому нікому не розказував. Команда зустрічає в Сан-Педро Оскара Штаєрмана — співробітника лабораторії, котрому вдалося уникнути бомбардування шість років тому. Та з його поведінки стає ясно, що він заражений нанороботами, хоча й у безпечній мірі. Тим часом Джеймі дедалі гіршає, він входить у контакт з психоістотою та відчуває, що близнюки живі. Ліза вирушає з агентом Лонґбоу до руїн лабораторії, вистеживши Тимура з допомогою безпілотника. Дорогою вони підбирають Лауру, в якої закінчилося пальне. Вони повідомляють, що заражені захопили вантажівку та прямують до Тимура.
Джеймі божеволіє, стаючи агресивним. Тимур здогадується — система насправді вціліла і встигла виробити нових нанороботів. Потім пальне в генераторах скінчилось і підвал затопило. За роки підземні потоки винесли нанороботів в океан, де ті заразили морських тварин. Психоістота, бувши нездатною ними повноцінно керувати, організувала викид риби на берег аби заразити людей. Але на відміну від перших «ботів», тепер заражені були дорослі люди, тож психоістота шукає Тимура аби той перепрограмував «ботів».
Заражені досягають Сан-Педро і влаштовують перестрілку. Захищаючи Тимура, Ріно гине. Слідом прибуває Ліза зі своїм загоном, що знищує нападників. Психоістота через їхнього проводиря каже, що іще повернеться. Тимур відповідає їй, що зробить усе аби вона померла так само як заражені нею. Він скидає проводиря до колодязя, де той гине.
Тимур розповідає Лізі звідки взялося зараження. Ріно влаштовують скромні похорони в Еквадорі. Згодом Лаура, Оскар і Тимур вирушають додому. Аліна телефонує чоловікові та попереджає, що його шукає військовий комісаріат для призову. Тимур вирішує все одно повернутися і, якщо доведеться, піти до війська. ФБР під прикриттям виливу нафти з танкера забороняє ловити рибу в морі на рік. Залишки лабораторії заливаються бетоном. Тим часом у США двоє таємничих близнюків розшукують молоду дослідницю Даяну Ромеро, що займається розробкою нанороботів. Через неї вони домовляються про будівництво лабораторії в Антарктиді.